# Samotność (singel)
Samotność – drugi singel polskiego rapera Gibbsa z jego drugiego albumu studyjnego, zatytułowanego Safe. Singel został wydany 25 sierpnia 2023.

## Geneza utworu i historia wydania
Utwór napisali i skomponowali Mateusz Przybylski i Jonatan Chmielewski, którzy również odpowiadają za produkcję utworu.
Singel ukazał się w formacie digital download 25 sierpnia 2023 w Polsce za pośrednictwem wytwórni płytowej DopeHouse w dystrybucji Warner Music Poland. Piosenka została umieszczona na drugim albumie studyjnym Gibbsa – Safe.

## Teledysk
Do utworu powstał teledysk w reżyserii Michała Radziejewskiego, który udostępniono w dniu premiery singla za pośrednictwem serwisu YouTube.

## Lista utworów
- Digital download[2]

1. „Samotność” – 3:09

## Notowania

### Pozycje na listach sprzedaży
| Kraj   | Lista (2023)             | Najwyższa pozycja |
| ------ | ------------------------ | ----------------- |
| Polska | Billboard Poland Songs   | 10                |
| Polska | OLiS – single w streamie | 9                 |